# جامعة إبيرتاي دندي
جامعة أبيرتاي دندي (بالغيلية الإسكتلندية: Oilthigh Obar Thatha) وكانت تُعرف سابقا باسم جامعة دندي فقط، هي واحدة من اثنين من الجامعات الحكومية في مدينة دندي، إسكتلندا. في عام 1872، ترك السير ديفيد باكستر، باروني كيلمارون الأول، وصية لإنشاء معهد ميكانيكي في دندي وتم تشكيل معهد دندي للتكنولوجيا في عام 1888. في وقت مبكر من عام 1902، تم الاعتراف بها من قبل وزارة التعليم الإسكتلندية كمركز تعليمي، وكانت واحدة من أوائل المؤسسات التي تم تصنيفها كمؤسسة مركزية، على غرار «جامعة صناعية». حصلت أبيرتاي على مكانة جامعية في عام 1994. أنشأت جامعة أبرتاي دندي أول درجة علمية في ألعاب الكمبيوتر في العالم في عام 1997، وفي عام 2017 أقامت برنامجًا من الأحداث للاحتفال بمرور 20 عامًا على الألعاب. كانت أبيرتاي أيضًا أول من قدم درجة علمية في القرصنة الأخلاقية، بدءًا من عام 2006.

## التاريخ
يقدم التاريخ التالي حتى عام 1988 سردًا موجزًا يعتمد بشكل أساسي على الكتاب الذي نشره معهد دندي للتكنولوجيا في عام 1989، «المائة عام الأولى: 1888-1988». وحيثما تم استخدام مصادر إضافية، بعد عام 1988، فقد تم الاستشهاد بها وفقًا لذلك.

### وصية باكستر (1872)
في عام 1872، توفي السير ديفيد باكستر، البارون الأول من كيلمارون، وتوريث 20 ألف جنيه إسترليني (1,581,200 جنيهًا إسترلينيًا لتعديل التضخم) لإنشاء معهد ميكانيكي في دندي. كانت وصية باكستر تهدف إلى إنشاء مؤسسة تعليمية تسمح للميكانيكيين العاملين من الشباب (الذكور) وغيرهم من الحرفيين بتحسين أنفسهم. بعد بضع سنوات من التأخير، انتهى الأمناء من وضع اللمسات الأخيرة على مخطط واستوفوا شروط الوصية وافتتح معهد دندي التقني في 15 أكتوبر 1888 في أرضيات، تم شراؤها من الكلية الجامعية، دندي، بالقرب من سمولز ويند، دندي. تم تسجيل 238 طالبًا في البداية وتم إجراء الفصول الدراسية بناءً على منهج قسم العلوم الحكومية والفنون في ساوث كنسينغتون ومعهد سيتي آند جيلدز في لندن. كانت الموضوعات علمية وتقنية في المقام الأول على الرغم من تدريس الفن التطبيقي أيضًا، وسرعان ما تمت إضافة غزل الجوت وتصميم المنسوجات إلى المحفظة.
في عام 1901، التحق معهد دندي التقني بـ 723 طالبًا بدوام جزئي وكان أحد المراكز التعليمية الأولى المعترف بها على أنها «مؤسسة مركزية» من قِبل إدارة التعليم في سكوتش. في 1906 موقع جديد في شارع بيل، تم شراء دندي لبناء مجمع أكبر لاستيعاب العدد المتزايد من الطلاب. في عام 1911، تم افتتاح المجمع المكتمل رسميًا باسم كلية دندي التقنية وكلية الفنون. توسعت المحفظة الآن مرة أخرى لتشمل الهندسة البحرية والملاحة.
أدت الحرب العالمية الأولى إلى تأخير الالتحاق والنمو، لكن الطبيعة المهنية للمعهد كانت تعني أن فصوله كانت وثيقة الصلة بالمجهود الحربي. تظهر السجلات أن أول طالبات التحقن عام 1914. بعد الحرب، استمر المعهد في التوسع بإضافة مدرسة جديدة للصيدلة، والمزيد من الفصول المتخصصة في الهندسة والبناء. تمت إضافة فئات تجارية في التمويل والاقتصاد والمحاسبة لدعم التجارة في الداخل والخارج.

### وصية دنكان جوردانستون (1909)
في عام 1909، ترك جيمس دنكان من جوردانستون 60 ألف جنيه إسترليني (4,993,263 جنيهًا إسترلينيًا لتعديل التضخم) لإنشاء كلية فنون في دندي. لم يتم الدخول في مخطط جديد في عام 1933 يسمح بإنشاء معهد دندي للفنون والتكنولوجيا إلا بعد معركة قانونية مطولة حول هذه الوصية وحق الكلية الحالية في إنفاق الأموال. سمح المخطط لكليات فنية وفنية منفصلة تحت إطار حوكمة واحد. تم وضع خطط كلية الفنون الجديدة في عام 1937. ومع ذلك، بسبب اندلاع الحرب العالمية الثانية، تأخرت الخطط ولم يبدأ البناء حتى عام 1953. أصبحت كلية الفنون مؤسسة منفصلة رسميًا، تُعرف باسم كلية دنكان جوردانستون للفنون والتصميم، في عام 1975، وظلت مستقلة حتى عام 1994 عندما أصبحت جزءًا من جامعة دندي.

### الدرجة الأولى (1951)
بعد الحرب العالمية الثانية، استمرت عمليات التسجيل ونطاق التسليم في التوسع، وكذلك سمعة المعهد. بحلول عام 1951، كان المعهد يدرس دورات أدت إلى امتحانات للدرجات الخارجية من جامعة لندن في الصيدلة والهندسة الميكانيكية والمدنية والكهربائية. في عام 1955، تم إنشاء المجلس الوطني للجوائز التكنولوجية وتم التحقق من صدق الدبلومات في التكنولوجيا والتي كانت معادلة في المعيار إن لم يكن اسمًا لدرجة الشرف. في عام 1963، حددت لجنة روبنز للتعليم العالي مبدأ أن التعليم العالي يجب أن يكون متاحًا لكل من يريده وأن يكون مؤهلاً جيدًا. أوصت اللجنة الحكومة بضرورة توسيع التعليم العالي في المملكة المتحدة، لا سيما في العلوم والتكنولوجيا.

### حالة الجامعة (1994)
تم إنشاء جامعة جامعة أبرتاي دندي في 1994، بموجب تشريع حكومي يمنح لقب «جامعة أبرتاي دندي» لمعهد دندي للتكنولوجيا. منذ عام 2014، قامت الجامعة بترقية نفسها على أنها جامعة أبيرتاي. تم تغيير اسم الجامعة رسميًا إلى جامعة أبيرتاي بأمر من المجلس في 1 سبتمبر 2019.
كانت أبيرتاي أول جامعة في العالم تمنح درجة علمية في «ألعاب الكمبيوتر» في عام 1997. كانت جامعة أبرتاي دندي أول جامعة في المملكة المتحدة يتم الاعتراف بها كمركز للتميز في تعليم ألعاب الكمبيوتر، وهي مرتبطة ببرنامج دعم الأعمال لشركات ألعاب الكمبيوتر الناشئة.

## حرم الجامعة

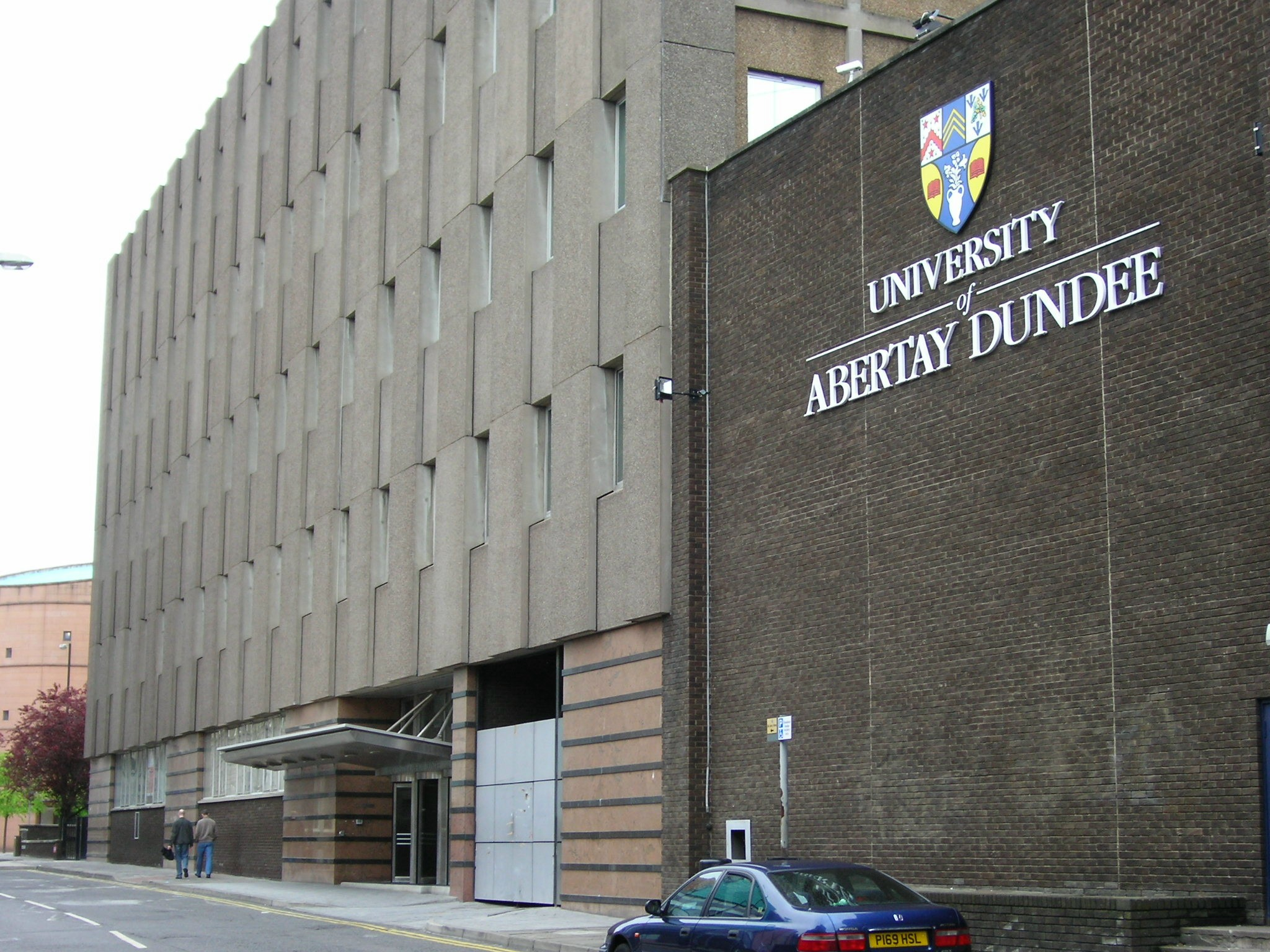
مبنى كيد

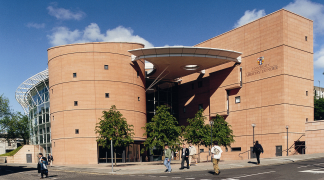
مكتبة برنارد كينج

تقع جامعة أبيرتاي في وسط دندي. تشمل مباني الحرم الجامعي مباني الكلية القديمة التاريخية لكلية دندي للأعمال، ومكتبة برنارد كينج، ومشاهد من مرافق تدريس الجريمة، ومختبرات القرصنة الأخلاقية المتخصصة المصممة للبحث في قرصنة الكمبيوتر وإساءة استخدامه، ومختبرات ألعاب الكمبيوتر الحديثة في مركز المملكة المتحدة للتميز في تعليم ألعاب الكمبيوتر. افتتحت مكتبة برنارد كينج في شارع بيل للمتعلمين في فبراير 1998 وافتتحت رسميًا من قبل الملكة إليزابيث الثانية في 30 يونيو 1998. تم التصويت على المكتبة كأفضل مبنى جديد في إسكتلندا في مسابقة جوائز التصميم الإسكتلندية لعام 1998. يحتوي المبنى على «عمود فقري» حجري مستطيل الشكل وواجهة زجاجية منحنية تحاكي كتابًا مفتوحًا. تضم المكتبة مركزًا لتعليم اللغة الإنجليزية ومكتبة قانونية متخصصة ومجموعة تكنولوجيا المعلومات الممولة من الاتحاد الأوروبي. تم تصميم المكتبة مع وضع العصر الرقمي في الاعتبار إلى حد كبير، وعلى الرغم من أن الكتب التقليدية لا تزال مميزة، إلا أن التركيز كان ولا يزال إلى حد كبير على توفير الوصول إلى المعلومات الرقمية من خلال الاشتراكات عبر الإنترنت. تم افتتاح مبنى مركز الطلاب في شارع بيل في عام 2005 وهو يوفر مقرًا لجمعية الطلاب بالإضافة إلى مركز تجاري به معرض فني (مركز هانا ماكليور) وسينما وحانات طلابية وطعام ومنافذ تجارة التجزئة.

## السمعة الأكاديمية

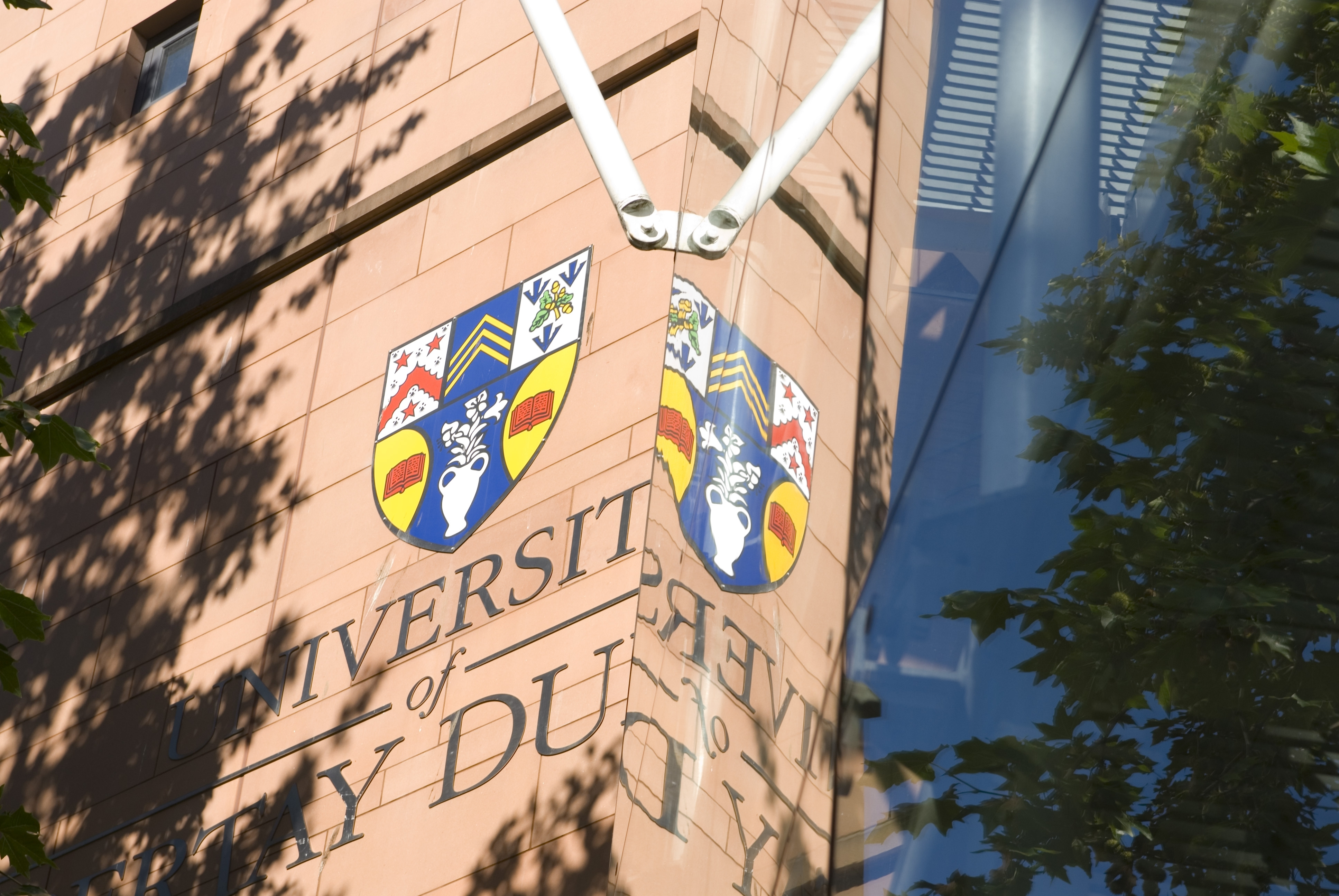
شعار جامعة أبيرتاي بجانب مكتبة برنارد كينج

جامعة أبرتاي دندي هي جامعة صغيرة تتلقى غالبية تمويلها للتدريس بدلاً من البحث. ومع ذلك، وفقًا لنتائج إطار عمل التميز البحثي 2014 (REF2014) المنشور في 18 ديسمبر 2014، كانت أبيرتاي أعلى جامعة حديثة مرتبة في إسكتلندا من حيث «كثافة البحث». قدمت الجامعة نسبة متزايدة من الموظفين في REF2014 مقارنةً بـ RAE2008 وحققت متوسط درجة 2.15 - وهو ما يعني بمصطلحات «الجودة المعترف بها دوليًا من حيث الأصالة والأهمية والدقة». كان هذا تحسنًا من متوسط الدرجة 1.83، «الاعتراف الوطني»، الذي تم تحقيقه في RAE2008.
تم تقديم الطلبات في:
- الوحدة الرابعة: علم النفس والطب النفسي وعلوم الأعصاب
- الوحدة الخامسة: العلوم البيولوجية
- الوحدة السابعة: نظم الأرض وعلوم البيئة
- الوحدة الخامسة عشر: الهندسة العامة
- قانون الوحدة 20
- الوحدة الثالثة والعشرون: علم الاجتماع
- الوحدة السادسة والعشرون: علوم الرياضة والتمارين الرياضية والترفيه والسياحة

قدمت جامعة أبرتاي دندي 30% أكثر من الموظفين في REF 2014 مقارنة بـ RAE 2008، في سبع وحدات تقييم (UoAs) مقارنة بستة في عام 2008. قدم جامعة أبرتاي دندي لثلاث وحدات تقييم لأول مرة: علوم الرياضة وعلم الاجتماع والعلوم البيولوجية. سجل جامعة أبرتاي دندي نسبة من البحث بلغت 4 * في ستة من وحدات Uo السبع في عام 2014، مقارنة بوحدتين فقط من أصل ست وحدات مقدمة في عام 2008. قدمت جامعة أبرتاي دندي 36% من طاقمها الأكاديمي إلى REF. كانت أبيرتاي أول جامعة في العالم تمنح درجة علمية في «ألعاب الكمبيوتر» في عام 1997. في عام 2009، أنشأت أول مركز امتياز في المملكة المتحدة في تعليم ألعاب الكمبيوتر، وبرنامج دعم الأعمال. تدير جامعة أبرتاي دندي خمسًا من دورات 25 التفاعلية والألعاب المعتمدة في المملكة المتحدة من قبل مجموعة المهارات الإبداعية (بالإنجليزية: Creative Skillset)‏، هيئة المهارات الصناعية للقطاع الإبداعي، أكثر من أي مؤسسة أخرى.

### الاعتماد الخارجي
تمت مراجعة أبيرتاي خارجيًا بموجب طريقة المراجعة المؤسسية بقيادة التعزيز (ELIR) من قبل وكالة ضمان الجودة للتعليم العالي، إسكتلندا (QAAS)، نيابة عن مجلس التمويل الإسكتلندي (SFC). تم قياس جميع الأحكام وفقًا للإطار الإسكتلندي للائتمان والمؤهلات (SCQF). بالإضافة إلى ذلك، تم اعتماد الوحدات والبرامج المقدمة في جامعة أبرتاي دندي حاليًا من قبل الهيئات المهنية التالية:
جمعية المحاسبين القانونيين المعتمدين؛ رابطة المحاسبين الدوليين؛ الجمعية البريطانية للإرشاد والعلاج النفسي؛ جمعية الحاسبات البريطانية. المجلس البريطاني؛ جمعية علم النفس البريطانية. معهد تشارترد للمحاسبين الإداريين؛ معهد تشارترد للأفراد والتنمية؛ مؤسسة تشارترد لإدارة المياه والبيئة؛ الاستشارة والعلاج النفسي إسكتلندا؛ كلية المحامين؛ جمعية علوم الطب الشرعي؛ مجلس المهن الصحية والعناية؛ أكاديمية التعليم العالي؛ معهد العلوم الطبية الحيوية؛ خدمات تعليم الوسائط الصوتية المشتركة؛ مجلس المشرفين المشترك؛ جمعية القانون في إسكتلندا؛ مجلس التمريض والقبالة؛ الجمعية الملكية للكيمياء. مجموعة المهارات جمعية مطوري الألعاب المستقلين

## البحث

### مواضيع البحث
يتم تنظيم البحث في الجامعة في أربعة محاور رئيسية.
- الصناعات الإبداعية
- بيئة
- حماية
- مجتمع

يرتبط كل موضوع بمجالات الخبرة.
يركز موضوع البحث في الصناعات الإبداعية على: أبحاث الألعاب؛ ثقافات رقمية؛ والحياة الرقمية. يركز موضوع البحث البيئي على: العلوم والهندسة البيئية. علوم الغذاء والابتكار؛ بيولوجيا البيئة والأنظمة؛ والتكنولوجيا المستدامة. موضوع الأمن على: الأمن السيبراني. علم النفس الشرعي. علوم الطب الشرعي والقانون. موضوع المجتمع حول: الأعمال والاقتصاد والإدارة، قانون العمل الإعلام والثقافة؛ الصحة العقلية والرفاهية؛ علم النفس؛ علم الاجتماع. والأداء الرياضي والتمارين الرياضية.

## الحكم
تأسست الجامعة بموجب وسام مجلس جامعة أبيرتاي دندي (إسكتلندا) لعام 1994. يحدد الأمر أهداف الجامعة والوظائف العامة لمحكمة الجامعة «لتسيير شؤون الجامعة وتنفيذ أهدافها وتعزيزها». يتطلب الأمر أن تتخذ محكمة الجامعة الترتيبات اللازمة لتعيين مدير المدرسة لأداء مهام محكمة الجامعة (بخلاف تلك التي تم تفويضها إلى مجلس الشيوخ بموجب المادة 36 (3) من الأمر) المتعلقة بتنظيم وإدارة الجامعة والانضباط فيها. يتطلب الأمر أن تقوم محكمة الجامعة بتعيين مجلس الشيوخ وإبقائه، وتفويضه بـ `` مهام محكمة الجامعة المتعلقة بالتخطيط الشامل والتنسيق والتطوير والإشراف على العمل الأكاديمي للجامعة؛ والمهام الأخرى لمحكمة الجامعة التي قد تسند إلى مجلس الشيوخ من قبل محكمة الجامعة.

## الميزات البارزة

### تعليم ألعاب الكمبيوتر
كانت جامعة أبرتاي دندي أول جامعة في المملكة المتحدة يتم الاعتراف بها كمركز للتميز في تعليم ألعاب الكمبيوتر. تم اعتماد مركز التميز من قبل سكيلست، وله روابط قوية مع الشركاء الصناعيين من جميع قطاعات البث والوسائط التفاعلية والوسائط الرقمية الأوسع. ومن بين هؤلاء الشركاء بي بي سي سكوتلند وبي بي سي فيجن وسكاي يو كي والقناة الرابعة البريطانية وإلكترونيك آرتس وكودماسترز ورير وسوني كومبيوتر إنترتينمت أوروبا ومايكروسوفت وديزني إنتراكتيف.

### القرصنة الأخلاقية والأمن السيبراني
كانت جامعة أبرتاي دندي أول جامعة في العالم تحصل على شهادة في القرصنة الأخلاقية، مما يميزها عن نظيراتها الأخرى في مجال الأمن السيبراني من خلال اتباع نهج أكثر هجومًا للأمن. بدأت الجامعة في تقديم هذه الدرجة في عام 2006. في عام 2020، كانت الجامعة واحدة من ثماني جامعات في المملكة المتحدة، والوحيدة في إسكتلندا، التي تم تسميتها كمركز أكاديمي للتميز في الأمن السيبراني من قبل المركز الوطني للأمن السيبراني.
تعد الجامعة أيضًا موطنًا لمجتمع القرصنة الأخلاقية، الذي يستضيف مؤتمر سكيوريتي-تاي (بالإنجليزية: Securi-Tay)‏، وهو أكبر مؤتمر أمني يديره الطلاب في أوروبا.

### الرياضة
تضمُّ جامعة أبيرتاي مجموعة كبيرة من الفرق الرياضية التي تتنافس تحت راية الجامعة. وهي تتراوح من التنس إلى الهوكي الذين يتنافسون في بطولات الجامعات والكليات الرياضية البريطانية، والتي تنافس جامعات وكليات أخرى في إسكتلندا. فرق كرة القدم والهوكي وكرة السلة لها أول فرق تتنافس في الدوري الأعلى. للجامعة منافسة شرسة مع جامعة دندي، حيث تتنافس في مسابقة اسكواش سنوية. هناك العديد من الخريجين الرياضيين البارزين الذين حصلوا على شهاداتهم في الجامعة مع الجامعة التي تسهل نخبة الرياضيين من الرجال والنساء، الذين إما يمثلون بلدهم أو يتنافسون على مستوى عالٍ. يوفّر مخطط المواد الاختيارية فرصًا، من 2015/2016، لجميع طلاب السنوات الأولى لتوسيع أفقهم الفكري إلى ما بعد مجموعات درجات الشرف الفردية أو المشتركة المعروضة.

## الشعارات

### البداية
قبل عام 1953، لم يتم تسجيل أي شعار باسم الكلية. تم تسجيل شعار الشعارات الأصلية في السجل العام لجميع الأسلحة والمحامل في إسكتلندا في 25 يوليو 1953، باسم كلية دندي التقنية. تم نقلهم بعد ذلك إلى كلية دندي للتكنولوجيا في عام 1977، ثم إلى معهد دندي للتكنولوجيا في عام 1988، وأخيراً إلى جامعة أبيرتاي دندي في 25 أبريل 1994. يتمُّ وصف الأذرع على النحو التالي: «حفلة مقابل رسوم، رئيس متدرج بلون شاحب: الأول، إرمين، شيفرون محفور بين ثلاثة بوريات جولس؛ الثاني، أزور، ثلاث شيفرونيلز أو؛ الثالث، أرجنت، رذاذ من خشب البلوط المثمر بشكل صحيح أو بين ثلاثة فيون أزور؛ في أزور القاعدة، إناء مكون من ثلاث زنابق أرجنت مزهرة بين فلانشات أو كل واحدة مشحونة بكتاب جولز.»
الجزء العلوي الأيسر مأخوذ من أحضان السير ديفيد باكستر من كيلمارون، الذي ورث مبلغًا كبيرًا من المال من أجل إنشاء معهد دندي التقني الأصلي في عام 1888. الجزء العلوي الأيمن مأخوذ من أحضان السير ويليام دالغليش، الذي كان كبير أمناء ما كان يُعرف آنذاك باسم كلية دندي التقنية ومدرسة الفنون، والذي افتتح المبنى الأول - الكلية القديمة - في حرم أبيرتاي الحالي في بيل شارع في عام 1911. القطاع الأوسط العلوي المكون من ثلاثة شيفرون هو رمز الشعار «الفني». [ التحقق مطلوب ] أخذ إناء الزنابق في القاعدة من أحضان مدينة دندي، مع الكتب الموجودة على كلا الجانبين التي تمثل التعليم.
الشعار الرئيسية
- Beatus homo qui invenit sapientiam (بالعربيّة: طوبى للرجل الذي يجد الحكمة).

### ترتان أبيرتاي
قام آرون ماكولي، خريج أبيرتاي، بتصميم وتسجيل ترتان أبيرتاي في عام 2003. يرتكز الترتان على ألوان جامعة أبرتاي دندي الترويجية للأزرق الداكن والأحمر والذهبي والأخضر من شعار النبالة.

## الحياة الطلابية

### الإقامة
- شارع ليون
- قاعة ميدوزيد
- محكمة كيلر
- باركر هاوس - سكن الطلاب

### مركز الطلاب
تم إنشاء مبنى مركز الطلاب في عام 2005 بتكلفة 6 ملايين جنيه إسترليني. يوفر نقطة محورية للترفيه والاستجمام للطلاب ويحتوي على العديد من المنافذ بما في ذلك بار أروما كوفي بار وكومون روم إي بار ومتجر الحرم الجامعي.
يقع اتحاد طلاب أبيرتاي في الطابق الثاني من مبنى كايدي. تنسق جامعة أبرتاي دندي جميع المجتمعات وتعمل كصوت وتمثيل لجميع طلاب جامعة أبرتاي دندي.

## خريجون بارزون
- شهزاد أفضل، مصمم ألعاب
- روجر بول، موسيقي، عضو مؤسس، متوسط الفرقة البيضاء
- فيكي بونس، لاعب هوكي ميدان إسكتلندي
- فيكتوريا دروموند، أول مهندسة بحرية تجارية في بريطانيا
- مالكولم دنكان، موسيقي، عضو مؤسس، فرقة بيضاء متوسطة
- جو فيتزباتريك، الحزب الوطني الإسكتلندي، وزير الحكومة الإسكتلندية للأعمال البرلمانية
- ستيوارت هوزي، نائب عن الحزب الوطني الإسكتلندي
- ديفيد جونز، مؤسّس روكستار نورث - مبتكر امتيازات جراند ثفت أوتو وليمينغز
- بيلا كيزر (1922 - 1992) أعيد تدريب رمز المساواة للمرأة في كلية دندي التقنية لتكون عامل لحام في حوض بناء السفن في عام 1976.[36]
- أندرو ماكنزي، مؤسس فيردنت جين
- موريس مالباس، لاعب ومدير كرة قدم إسكتلندي، قضى كامل مسيرته الاحترافية في دندي يونايتد وتوج مع منتخب إسكتلندا الوطني لكرة القدم 55 مرة
- إيان مكنيكول، الأمين العام لحزب العمال (المملكة المتحدة)
- ستيوارت ماكميلان، الحزب الوطني الإسكتلندي
- آندي نيكول، لاعب اتحاد الرجبي الإسكتلندي، كابتن الفريق؛ كما مثل البرابرة والأسود البريطانية
- جود أوير، مؤسس بلاي موب
- جافين كليديسدال ريد، خبير اقتصادي والرئيس السابق للجمعية الاقتصادية الإسكتلندية (1999-2002)
- ويليام سامسون، عضو فريق سابق وعالم فلك وعالم رياضيات وعالم كمبيوتر إسكتلندي
- توم سميث، لاعب ومدرب إسكتلندي الرجبي يونيون، مثل نورثامبتون ساينتس وبريتش ليونز
- الدكتور جون إن ساذرلاند، أستاذ سابق في الواقع الافتراضي، جامعة جيفو، اليابان.
- السير بريان سوتر، مؤسس ستاج كوش.
- ليام وونغ، مصمم جرافيك ومطور ألعاب ومصور